# Battaglia di Adramittio (1205)
La battaglia di Adramittio si svolse il 19 marzo 1205 tra i crociati del'Impero latino di Costantinopoli e i romei dell'Impero di Nicea, uno dei regni costituiti dopo la caduta di Costantinopoli a seguito della Quarta Crociata nel 1204.  Il risultato fu una vittoria schiacciante dei Latini. Esistono due resoconti della battaglia, uno di Goffredo di Villehardouin e l'altro di Niceta Coniata, che però differiscono in modo significativo.

## Il racconto di Villehardouin
Enrico di Fiandra, fratello dell'imperatore Baldovino I di Costantinopoli, fu incoraggiato dagli Armeni a tentare l'assalto alla città di Adramittio. Partito da Abido, dopo aver lasciato una guarnigione in città, cavalcò per due giorni prima di accamparsi davanti ad Adramittio. La città si arrese presto ed Enrico la occupò, usandola come base per attaccare i Bizantini.
Teodoro Lascaris, preoccupato per la sconfitta subita nella battaglia di Pemaneno, raccolse il maggior numero di persone possibile nei dintorni di Nicea e mise insieme un grande esercito. Diede il comando di questa forza al fratello Costantino, che fu inviato immediatamente ad Adramittio. Enrico di Fiandra aveva ricevuto dagli Armeni la notizia che una grande forza bizantina stava marciando contro di lui, quindi preparò al meglio le sue limitate forze.
Il 19 marzo 1205, Costantino si presentò davanti alle mura della città. Enrico, non volendo rimanere intrappolato dentro le mura di Adramittio, aprì le porte e uscì con la sua cavalleria pesante. Le due parti ingaggiarono un serrato combattimento corpo a corpo, con la vittoria dei Franchi, che uccisero o catturarono gran parte dell'esercito bizantino. In seguito, i Franchi catturarono una grande quantità di armi e tesori.

## Il racconto di Coniata
Secondo Niceta Coniata, il comandante delle forze bizantine non era Costantino Lascaris, ma Teodoro Mangafa, un usurpatore che controllava la città di Filadelfia. Rincuorato dalla notizia di una vittoria contro i Latini, Teodoro marciò contro Enrico che si trovava ad Adramittio. All'inizio colse Enrico di sorpresa, provocando in lui una grande paura a causa delle sue ingenti forze. Enrico, convinto di dover fare un tentativo disperato, schierò la sua cavalleria in assetto di battaglia e, alzate le lance, attese l'attacco bizantino. Ma i Bizantini erano riluttanti a prendere l'iniziativa della battaglia e respingevano con svogliatezza e lentezza le cariche della cavalleria. Al segnale convenuto, Enrico balzò in testa agli altri e cavalcò al centro delle loro file, mentre la sua cavalleria, incoccando le lance e alzando il urlo di guerra, disperdeva i Bizantini e li incalzava mentre si ritiravano. Un gran numero di Bizantini fu falciato e la loro cavalleria fuggì, abbandonando la fanteria al massacro e alla prigionia.

## Verifica dei racconti
Gli storici successivi hanno cercato di risolvere le apparenti discrepanze tra le due fonti. Per lo più hanno ipotizzato due tentativi distinti di costringere Enrico di Fiandra a lasciare Adramittio, il primo da parte di Lascaris, che fallì, e un secondo tentativo da parte di Mangafa, in un lasso di tempo molto breve, all'inizio del 1205.

### Fonti primarie
- (EN) Goffredo di Villehardouin, DEFEAT OF THEODORE AND CONSTANTINE LASCARIS, in Memoirs or Chronicle of The Fourth Crusade and The Conquest of Constantinople, traduzione di Frank T. Marzials, Londra, J.M. Dent, 1908,  p. 85.
- (EN) Niceta Coniata, O city of Byzantium : annals of Niketas Choniatēs, a cura di Harry J. Magoulias, Ditroit, Wayne State University Press, 1984,  p. 331, ISBN 0-8143-1764-2, OCLC 10605650.

### Fonti secondarie
- (EN) John B. Bury (a cura di), The Cambridge medieval history, Vol. IV "The eastern roman empire 717-1453", Cambridge University Press, 1923,  p. 481.